# Vermischung von Dingos mit anderen Haushunden

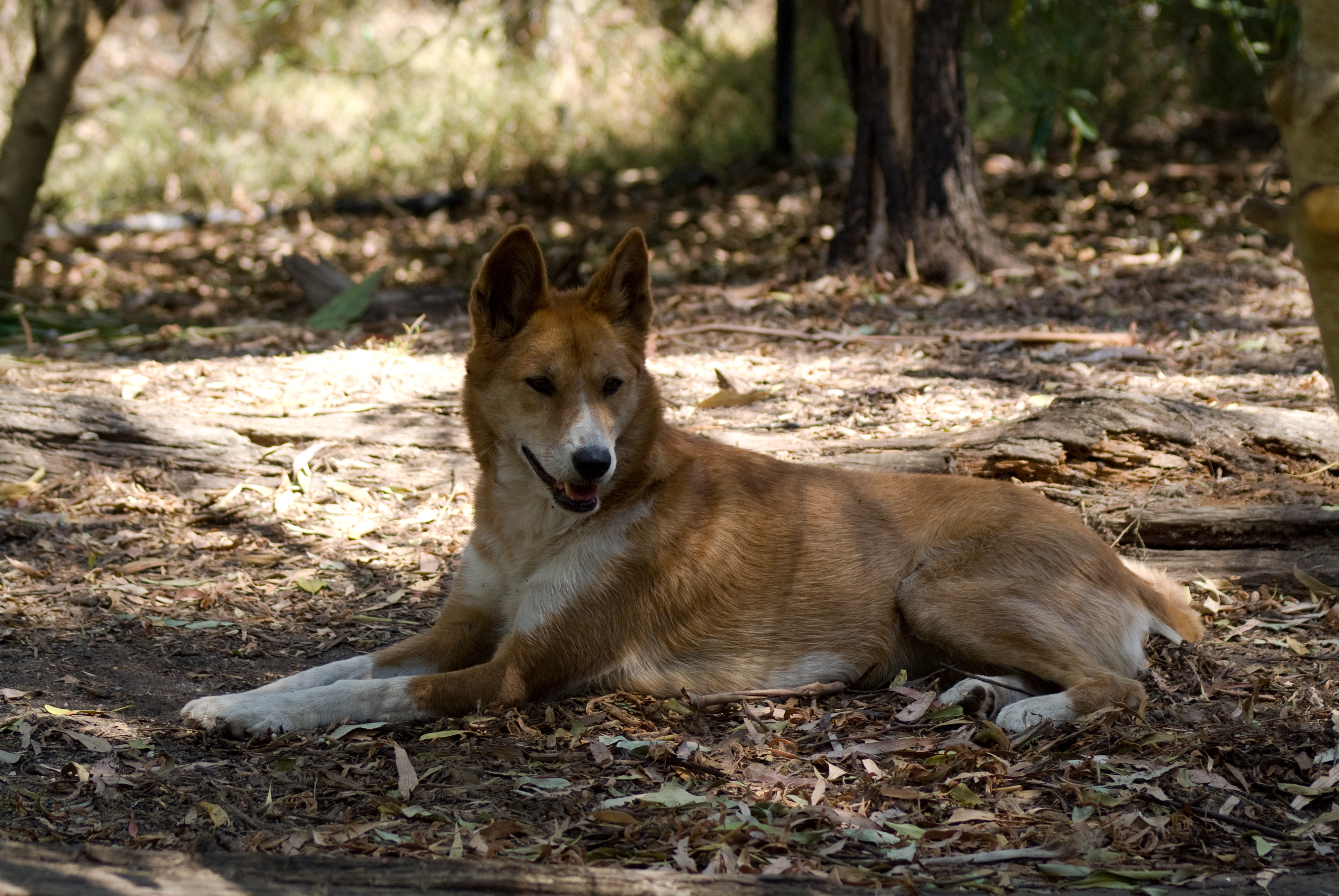
„Dingo“ mit ungewöhnlicher Schnauzenmusterung

Die Vermischung von Dingos mit anderen Haushunden ist ein laufender Prozess, der die Populationen wild lebender Haushunde in Australien betrifft. Der Bestand an wild lebenden Haushunden in Australien ist heute womöglich so hoch wie noch nie zuvor, allerdings ist der Anteil der sogenannten „reinen“ Dingos (Hunde mit ausschließlich Dingos als Vorfahren) in den letzten Jahrzehnten stark zurückgegangen und gilt weiterhin als sinkend.
Durch die fortschreitende Paarung von Dingos mit anderen Haushunden weist die heutige Population wild lebender Haushunde (d. h. die Population der Mischlingshunde) auf dem australischen Kontinent eine größere Palette an Fellfarben und Körperformen auf als vor dem Beginn der europäischen Besiedlung. Die Auswirkungen dieses Prozesses sind nicht klar, und die Möglichkeit potentieller Probleme sowie der Wunsch, den „reinen“ Dingo zu erhalten, führen oft zu einer starken Ablehnung dieser Vermischung.

## Ursachen, Grad und Formen der Vermischung
Der Dingo ist nach heutigem Kenntnisstand schon vor Jahrtausenden als Haushund zusammen mit Seefahrern nach Australien gekommen und verwilderte dort. Er existiert auf dem Kontinent schon seit mindestens 3500 Jahren, was durch sowohl archäologische als auch genetische Untersuchungen und Funde erwiesen ist. Ebenso wird angenommen, dass es danach vor Ankunft der Europäer zu keinen nennenswerten Einführungen anderer Haushunde gekommen ist.
Mit der Besiedlung des australischen Kontinents durch die Europäer im 18. Jahrhundert kamen auch ihre Haushunde nach Australien. Seitdem gerieten immer wieder Hunde in die Wildnis (absichtlich und unbeabsichtigt) und gründeten verwilderte Populationen, besonders dort, wo die Anzahl der Dingos durch den Menschen reduziert wurde. Es gibt zwar wenige Berichte über solche Aussetzungen; dass sie geschahen, wird allerdings durch Berichte über frei lebende Haushunde bestimmter Rassen, die in entlegenen Gebieten gesichtet oder eingefangen wurden, unterstützt. Die Ausbreitung von Farm- und Weideaktivitäten im 19. Jahrhundert führte zur weiteren Verbreitung von anderen Haushunden sowohl aus dem Hausstand des Menschen als auch in verwilderter Form. Eine Vermischung mit den einheimischen Dingos findet vermutlich schon seit der Ankunft der ersten Haushunde im Jahr 1788 statt.

### Ursachen und Formen

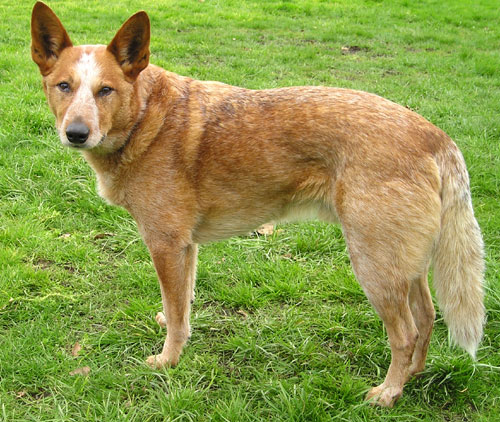
Roter Australian Cattle Dog, eine Rasse, die durch die Vermischung von australischen Dingos und anderen Haushunden entstand

Nach heutigem Wissensstand vermischen sich Dingos leicht mit anderen Haushunden, daher wird heute oft der Begriff „wilder Hund“ für die Benennung aller Dingos, verwilderter Haushunde und Mischlinge benutzt, da die Grenzen zwischen diesen nicht klar sind.
Eine Vermischung von Dingos mit anderen Haushunden ist keineswegs grundsätzlich ungeplant, und Dingos wurden zur Zucht einiger Hunderassen verwendet. Diese Zuchtversuche gab es bereits vor der Mitte des 19. Jahrhunderts. Als erfolgreich galt bisher aber nur die Zucht des Australian Cattle Dog. Eventuell hat auch der Kelpie Dingovorfahren, was aber nicht nachgewiesen ist.
Gelegentlich wird behauptet, die Vermischung und Aufzucht von Mischlingen in der Wildnis sei ein seltenes Phänomen aufgrund angeblich radikaler Unterschiede in Verhalten und Biologie und der Härte der Wildnis. Es ist aber bekannt, dass es immer wieder Hunde gibt, die zwar aus dem Hausstand des Menschen stammen, es aber dennoch schaffen, auf sich allein gestellt auch durch Jagd zu überleben und sich fortzupflanzen. Eberhard Trumler war der Meinung, dass Mischlinge aus Dingos und Schäferhunden gute Überlebenschancen in der Wildnis haben könnten. Ebenso berichtete bereits Alfred Brehm über Verpaarungen zwischen Dingos und anderen Haushunden beiderlei Geschlechts. Es gibt auch Berichte, nach denen sich dingoartige wilde Hunde mit festgebundenen weiblichen Haushunden gepaart haben.

Diagramm zur Vermischung von Dingos mit Haushunden (nach Corbett 1995a)

Die Rate der Vermischung steigt, wenn Dingos von urbanen Zentren aufgrund der Aussicht auf leicht erreichbare Nahrung angezogen werden. Da sich aber die Interaktionen zwischen Dingos und anderen verwilderten Haushunden im Busch stark von denen an urbanen Plätzen unterscheiden, gilt dies auch für die Rate der Vermischung. Es ist bekannt, dass immer wieder Haushunde im Busch verloren gehen. Es wird aber angenommen, dass die Verhaltensunterschiede zwischen Dingos und Haushunden groß genug seien, um diesen Hunden die Eingliederung in die Dingogesellschaft und damit eine Fortpflanzung zu erschweren, besonders in entlegeneren Gebieten. Eine weitere Verbreitung von Mischlingen könnte durch die geringeren Verhaltensunterschiede die Vermischung beschleunigen und teilweise den höheren Anteil von Mischlingen in Südostaustralien erklären. Am wahrscheinlichsten ist, dass das territoriale Verhalten von etablierten Dingorudeln, das alle fremden Hunde vom Rudel und damit von der Fortpflanzung abhält, die Rate der Vermischung zügelt. Dadurch, dass Menschen Dingos als Haustiere halten (beispielsweise in Ost-Australien), die das Heim ihres Menschen als Ausgangsbasis für Streifzüge benutzen oder von ihren Besitzern ausgesetzt werden, nimmt die Häufigkeit des Kontakts zwischen Dingos und anderen Haushunden zu, da diese die Verhaltensweise, die eine Fortpflanzung und damit Vermischung zügeln würden, nicht erlernt haben. Viele solcher Mischlinge werden von ihren Besitzern ausgesetzt und wandern in den Busch ab, wo sie sich mit „reinen“ Dingos vermischen können. Zudem können Mischlinge nachweislich entstehen, wenn Hütehunde sich mit Dingos vermischen; selbst mit solchen Hunden, die eigens zur Bekämpfung von Dingos angeschafft wurden, ist dies möglich.
Bisher gibt es keine Hinweise darauf, dass die bekannten Tötungsmethoden zur Kontrolle von Dingos und anderen wilden Hunden den Prozess der Vermischung effektiv verlangsamen konnten. Es scheint eher, dass sie den Prozess der Vermischung beschleunigen, da sie traditionelle Rudelstrukturen aufbrechen und dadurch einige Mechanismen zur Populationskontrolle verschwinden.

### Grad der Vermischung
Dingoproben, die in den 1960er und 1970er Jahren gesammelt wurden, deuteten darauf hin, dass die Hälfte der wilden Hunde im südlichen Australien Dingomischlinge waren; Untersuchungen in den frühen 1980er Jahren bestätigten den Trend zunehmender Vermischung. Ausgehend von Schädelmerkmalen fand man, dass in den Hochländern des Südostens der Anteil an „reinen“ Dingos von etwa 49 % in den 1960er Jahren auf etwa 17 % in den 1980er Jahren gesunken ist. Bei Untersuchungen im Jahr 1985 waren in Südost-Australien nur 55 % von 407 untersuchten „Dingos“ keine Mischlinge. 36 % waren Dingomischlinge und der Rest wilde Hunde anderer Herkunft. Mitte der 1980er Jahre wurde der Anteil an „reinen“ Dingos bzw. Dingomischlingen in Zentralaustralien (basierend auf Schädelmerkmalen) auf 97,5 % bzw. 2,4 % geschätzt, in Süd-Ost-Australien dagegen auf 55,3 % bzw. 33,92 %. Man schloss aus diesen Ergebnissen, dass gemischte Populationen dort zu erwarten sind, wo menschliche Siedlungen existieren und wilde Hunde verbleiben, und dass Mischlinge in abgelegenen Gebieten seltener sind. Gebrochene Färbungsmuster, rötlich mit weiß, schwarze oder bläuliche Flecken, völlig schwarz, braun oder bläulich, schwarz-weiß und geschecktes Streifenmuster waren im zweiten Gebiet ebenfalls weit zahlreicher (34,8 %) als im ersten (5,7 %). In Südost-Australien gab es in Bezug auf die Häufigkeit der Färbungen keinen Unterschied zwischen Gebieten nahe Farmland und Wald. Viele dieser Farbvariationen tauchten auch in Kreuzungsexperimenten von rötlichen Dingos mit verschiedenfarbigen anderen Haushunden auf. Insgesamt bestanden in Ost- und Süd-Australien in den 1980er Jahren etwa 50 % der Population aus Mischlingen. Je nach Gebiet ging man dabei in Südostaustralien von einem Anteil an „reinen“ Dingos von mindestens 22 % bis maximal 65 % aus. Mitte der 1990er Jahre wurden 100 Hundeschädel aus dem Queensland Museum gemessen und analysiert, um die Häufigkeit von Dingos in den Hundepopulationen Queenslands zu ermitteln. Die höchste Häufigkeit (95 %) wurde bei Schädeln aus Zentral-Queensland festgestellt, und die höchste Häufigkeit an anderen Haushunden und Dingomischlingen (50 %) fand man im Südosten des Landes. K’gari hatte nur einen geringen Anteil an Dingomischlingen (17 %), die hauptsächlich auf die Südhälfte der Insel beschränkt waren. Zur Jahrtausendwende konnten bei Vermessungen von 180 Schädeln aus sieben Hauptgebieten Australiens nur 74 % der Schädel als Dingoschädel klassifiziert werden, und keine der Populationen enthielt nur Dingoschädel. Bei einer Untersuchung in New South Wales stammten laut Laurie Corbett sogar alle untersuchten Proben von Mischlingen.

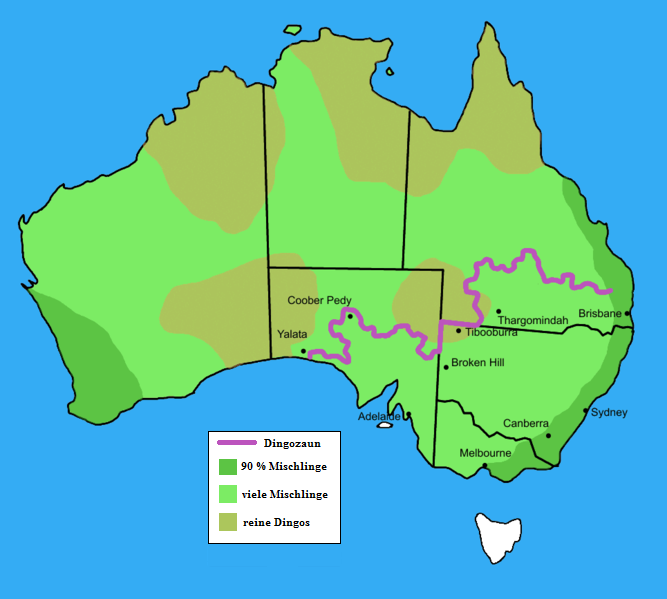
Vermutete Verbreitung von Dingomischlingen im Jahre 2009

Mischlinge aus Dingos und anderen Haushunden gelten heute als in allen Populationen existent; ihr Anteil gilt als steigend, und vollkommen „reine“ Populationen existieren möglicherweise nicht mehr. Wie weit diese Vermischung allerdings genau geht, ist nicht bekannt. Die Vermischung hat möglicherweise einen so hohen Grad erreicht, dass es große Populationen gibt, die nur noch aus Mischlingen bestehen. Traditionelle Methoden zur Identifizierung von Dingos, Dingomischlingen und anderen Haushunden (basierend auf Schädelmerkmalen, Fortpflanzungsmustern und Fellfarben) deuten ebenfalls darauf hin, dass Vermischung weit verbreitet ist und in allen Populationen in Australien vorkommt, besonders im Süden und Osten. Basierend auf Schädelmerkmalen gibt es in New South Wales nur noch wenige „reine“ Dingos, und in den Hochländern des Südostens könnte die „reine“ Form lokal ausgestorben sein. Auch in für „reine“ Dingos als sicher geltenden Regionen, wie dem Kakadu National Park und anderen Teilen im Northern Territory, existieren Mischlinge bzw. tauchen an den Berührungszonen von Buschland und Ortschaften auf. Ebenso wurden Mischlinge im nördlichen Australien und in entlegenen Gebieten beobachtet.
Der Anteil von Mischlingen an der Gesamtpopulation des Festlands wurde bereits auf ca. Dreiviertel geschätzt. Laut einigen Quellen besteht die Hundepopulation in Südwestaustralien und entlang der Ostküste heute zu 90 % aus Mischlingshunden, laut anderen besteht sie entlang der Ostküste zu 80 % aus Mischlingen und nur noch 15 % bis 20 % der Dingos in Südost-Australien und Südost-Queensland sollen „rein“ sein. Im Südwesten von Australien und im Inland von Queensland sind die Dingos vermutlich noch zu 90–95 % „rein“. Genetische Untersuchungen der letzten Jahre kamen zu dem Ergebnis, dass die Population wilder Hunde im Gebiet der südlichen Blue Mountains zu 96,8 % aus Dingomischlingen besteht. Die Angaben (bzw. Schätzungen), wie viele Mischlinge es insgesamt in Australien gibt, sind hoch, aber nicht einheitlich. Manchmal tauchen Angaben auf, nach denen die meisten Populationen zu 80 % aus Mischlingen bestehen oder dass 80 % oder 90 % aller wilden Hunde Australiens Dingomischlinge seien. Es wird angenommen, dass die Vermischungsrate hoch ist, aber eine Quantifizierung wird durch das Fehlen verlässlicher Tests behindert.
Dabei müssen diese Mischlinge nicht zwangsläufig einen geringen Anteil von Dingogenen haben. Eine Analyse von 56 wilden Hunden aus Südost-Queensland ergab, dass diese Hunde mehr als 50 % Dingogene haben oder reine Dingos sind. „Reine“ verwilderte Haushunde anderer Abstammung oder Mischlinge mit wenigen Dingogenen gab es dabei nicht. Man schloss daraus, dass die wilden Hunde von Brisbane und der Sunshine Coast die Nachfahren von Dingos sind anstatt von entlaufenen und ausgesetzten Haushunden. Bei Untersuchungen von wilden Hunden im Kosciuszko-Nationalpark stellte man zwar viele Mischlinge fest, diese hatten aber alle einen relativ hohen Anteil an Dingogenen.

## Erkennung von Mischlingen
Es gibt einige äußere Merkmale, die „reine“ Dingos von „reinen“ anderen Haushunden unterscheiden. Bei Mischlingshunden und vor allem Dingomischlingen muss dies aber nicht der Fall sein.

### Unterscheidungsmerkmale
Dingoartige Haushunde und Dingomischlinge können von „reinen“ Dingos in der Regel anhand der Fellfarbe unterschieden werden, da unter ihnen eine größere Bandbreite an Farben und Mustern besteht. Zudem kommt unter Mischlingen die haushundtypische Form des Bellens vor. Ende der 1970er Jahre wurde ermittelt, dass man die Schädel von Dingos von denen anderer Haushunde aufgrund alveolärer Abstände entlang der unteren vorderen Backenzähne, Breite der Oberkieferknochen, Bulla-Volumen, Kronenbreite der oberen Reißzähne, basale Länge der oberen Eckzähne und Breite der Nasenbeine unterscheiden kann.
Um die Möglichkeit des Auftretens von Mischlingen in der Wildnis zu ermitteln, wurden in den 1970er und Anfang der 1980er Jahre Mischlinge in Gefangenschaft gezüchtet. Dabei waren die Unterschiede im Schädel umso größer, je näher der Mischling genetisch anderen Haushunden stand. Aber selbst ein Nicht-Dingo Anteil von 25 % bis 12,5 % sorgte für erkennbare Unterschiede im Vergleich zu den acht Dingoeltern.
Anders als Dingos könnten andere verwilderte Haushunde und Dingomischlinge theoretisch zweimal pro Jahr läufig werden und neigen zu einem weniger jahreszeitlich bedingten Fortpflanzungszyklus. Es gilt aber als unwahrscheinlich, dass sie in der Lage wären, beide Würfe in der Wildnis aufzuziehen, da dies sehr aufwändig wäre. Eine erfolgreiche Aufzucht von zwei aufeinander folgenden Würfen pro Jahr wäre in der Wildnis nur unter sehr günstigen Bedingungen möglich und bisher gibt es keine Beweise, dass es dazu gekommen wäre.
Bei Untersuchungen Anfang der 1990er Jahre zeigten Mischlinge in Gefangenschaft nicht die gleichen Fortpflanzungsmuster wie „reine“ Dingos, und viele Hoden-Parameter zeigten nicht die jahreszeitlich bedingten Unterschiede. Zudem hatten sie größere Würfe, und manche konnten das ganze Jahr über reproduzieren. In Bezug auf Dauer der Trächtigkeit gibt es keine Hinweise auf Unterschiede.
Zwar können Mischlinge mit einem Gewicht von bis zu 60 kg vorkommen (angeblich sogar bis zu 70 kg), die meisten Mischlinge wiegen in der Wildnis aber weniger als 20 kg, was im Normalbereich für Dingos liegt. Ebenso konnten bei Kreuzungsexperimenten von australischen Dingos mit gleich großen anderen Haushunden keine Unterschiede in der Wachstumsstruktur von Dingos und Mischlingen erkannt werden. Ebenso liegt das Durchschnittsalter der wildlebenden Hunde Australiens auch nicht über dem, das für Dingos als normal gilt.
Eine genetische Unterscheidung ist möglich, aber schwierig, da es nur wenige genetische Merkmale gibt, die Dingos von anderen Haushunden abgrenzen. Vor einigen Jahren haben Forscher an der University of New South Wales eine relativ zuverlässige Methode mit 20 genetischen „Fingerabdrücken“ entwickelt, bei der DNA-Material von Haut- und Blutproben verwendet werden um die „Reinheit“ eines Dingos zu bestimmen. Sollte bei einem der Tests einer dieser „Abdrücke“ gefunden werden, deutet es darauf hin, dass der Hund möglicherweise ein Mischling und kein „reiner“ Dingo ist. Als Referenz wurde dabei eine Gruppe von Dingos in Gefangenschaft benutzt, von der man annahm, dass sie die ganze Bandbreite der Dingopopulation abdecken. Proben, die außerhalb dieser Bandbreite lagen, wurden als Mischlinge angesehen. Mit zunehmender Entwicklung könnte diese Methode eventuell auch bei Haar- und Kotproben benutzt werden und genauere Ergebnisse liefern.

### Probleme bei der Erkennung
Bei allen Merkmalen, die zur Unterscheidung von Dingos und anderen Haushunden herangezogen werden können, gibt es jedoch einige nicht zu unterschätzende Probleme.
Den Anfang macht dabei die Tatsache, dass keine echte Klarheit darüber herrscht, ab wann ein Hund als „reiner“ Dingo gilt.
In der Literatur finden sich widersprüchliche Ansichten darüber, wie ein Dingo zu definieren sei. Dabei ergaben sich häufig die folgenden Probleme:
- Geographische Variationen der Allometrie von Dingoschädeln wurden nicht berücksichtigt, als Dingos aus Zentralaustralien als Standard für die „Reinheit“ der Dingos benutzt wurden
- Genetische Variationen von Dingos in Gefangenschaft wurden nicht berücksichtigt, als die genetischen Marker für „Reinheit“ ausgesucht wurden
- Methoden zur Probensammlung, um auf genetischem Wege Dingos zu bestimmen, sind anfällig für Fehler in der Bestimmung (beispielsweise durch Fehler beim Sammeln der Proben)
- Mikrosatelliten wurden benutzt, um auf „Reinheit“ schließen zu können; eine Durchsicht der Mikrosatellitendaten deutete aber darauf hin, dass diese nur für Rückschlüsse auf Verwandtschaft brauchbar seien
- neuere Forschungen zeigen, dass Chemikalien die Genexpression und die Entwicklung der Neuralleiste in den frühen Stadien des Embryonalwachstums beeinflussen

Daraus wurde geschlossen, dass Charakteristika von Dingos aus geographisch isolierten Gebieten sich unterscheiden und verschiedene Populationen deswegen nicht mit der gängigen Beschreibung eines Dingos übereinstimmen könnten.

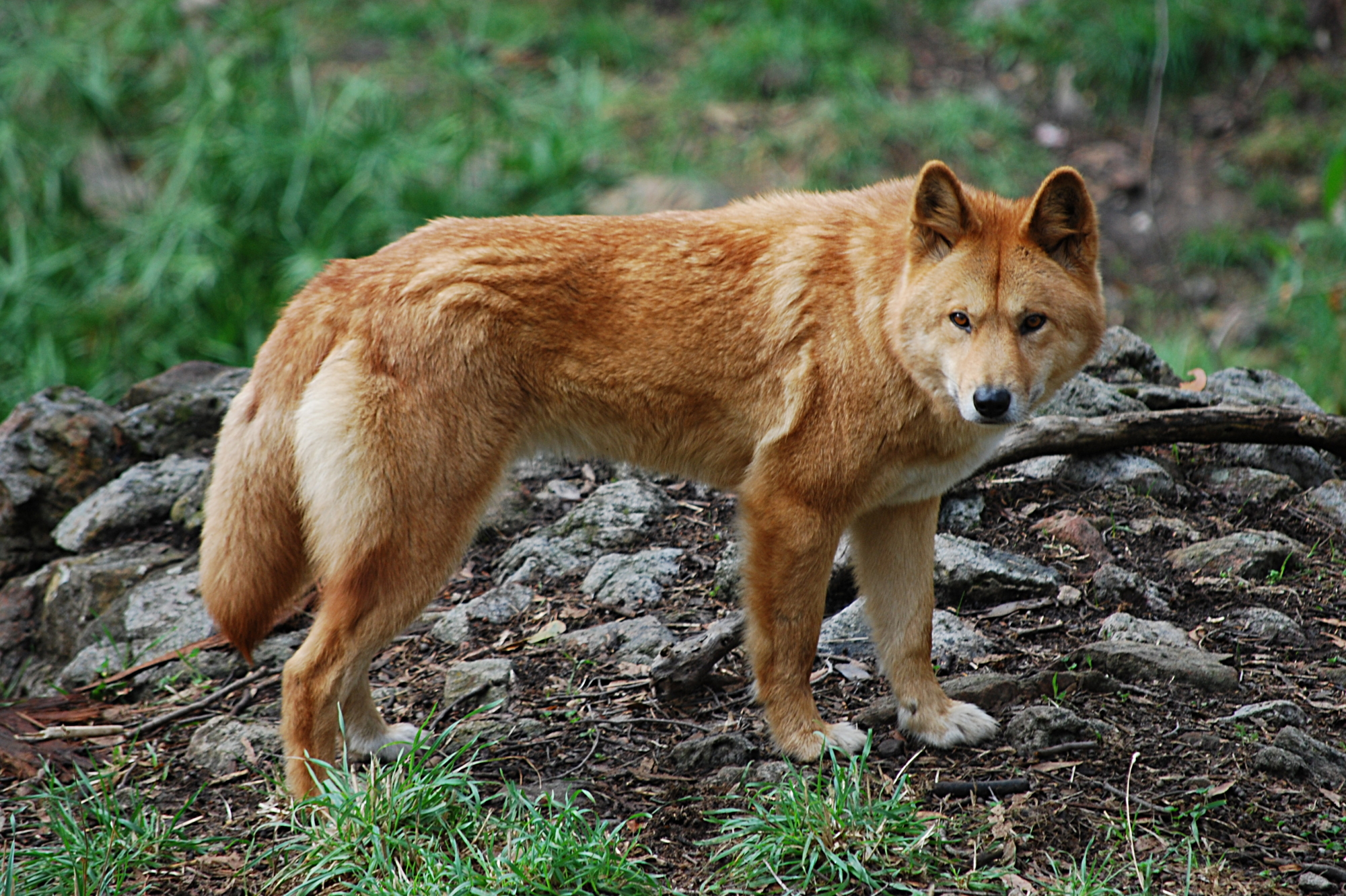
Dingo aus einem Wildpark, der massiger als ein „normaler“ Dingo gebaut ist

Das zweite große Problem ist die Tatsache, dass bisher kein Erkennungsmerkmal hundertprozentig zuverlässig ist. Ebenso können Ergebnisse aus Gefangenschaftsbedingungen nicht eins zu eins auf die Situation in der Wildnis übertragen werden, und es ist nicht sicher, welche Merkmale unter den Bedingungen der natürlichen Selektion dauerhaft erhalten bleiben. Biologie und Verhalten von Dingos und anderen wilden Haushunden gelten als so ähnlich, dass es schwierig ist, zwischen ihnen zu unterscheiden, zudem könnten viele der Informationen über Dingos genauso gut für jeden anderen wilden Hund in Australien gelten. Weiterhin können lebende Dingos in Bezug auf äußerliche Merkmale nicht zuverlässig von Mischlingen unterschieden werden, da viele Mischlinge sich äußerlich nicht von „reinen“ Dingos unterscheiden (z. B. Mischlinge aus Dingos und Australischen Rinderhunden). Auch die Farbvariationen, die als Merkmale des „reinen“ Dingos gelten, können ein Hindernis bei der Identifizierung von Mischlingen und anderen Haushunden darstellen, wenn diese die gleichen Färbungen zeigen. Zudem vermelden historische Berichte schwarze Dingos, erwähnen aber keine braun-gelbe Färbung. Diese Färbung könnte übersehen worden sein; falls nicht, handelt es sich dabei womöglich um ein weiteres Merkmal von Mischlingen. Bei Kreuzungen von Dingos mit anderen Haushunden wurden unter anderem Hunde geboren, die äußerlich nicht von einem Dingo zu unterscheiden waren, aber selbst in der dritten und vierten Generation noch zwei Sexualzyklen pro Jahr besaßen. Bei Schädelvermessungen besteht das Problem, dass sie nicht zwischen den verschiedenen Stufen des Dingo-Anteils in Mischlingen unterscheiden, dass sie ineffektiver sind, je weiter entfernt der Mischling genetisch gesehen von Nicht-Dingos ist und dass sie nur bei bereits toten Hunden angewendet werden können. Methoden wie Röntgenaufnahmen oder CT-Aufnahmen der Schädel sind zwar möglich, aber unpraktisch. Auch die Spuren von Angriffen von Dingos auf Nutzvieh sind als Erkennungsmerkmale nicht zuverlässig, da die Angriffsmethoden und deren Erfolg vermutlich größtenteils von der Erfahrung und Motivation des Angreifers sowie dem Verhalten der Beute abhängt.
Zwar können genetische Tests theoretisch ermitteln, ob ein bestimmtes Individuum ein Mischling, „reiner“ Dingo oder ein anderer Haushund ist, aber Fehler bzw. falsche Ergebnisse sind nicht auszuschließen. Um bei genetischen Tests zuverlässige Daten zu erhalten, müsste geeignetes und ausreichendes genetisches Material aus der Zeit vor der europäischen Besiedlung als Vergleichsmaterial vorhanden sein, was bisher aber nicht der Fall ist (Stand 2006). Auch bei einem DNS-Test ist ein Mischling umso schwerer zu ermitteln, je weiter weg der Nicht-Dingo in dessen Ahnenreihe ist, und es ist möglich, dass Mischlinge keine der Gene geerbt haben, die in den Untersuchungen anderen Haushunden zugeschrieben wurden. Auf der anderen Seite ist bekannt, dass bei einigen Hunderassen Dingos zu deren Entstehung beigetragen haben und diese demnach selber entsprechende genetisch Merkmale zeigen. Zudem können Testergebnisse theoretisch auch bei einem „reinen“ Dingo Resultate zeigen, die in der verwendeten Referenzgruppe nicht vorhanden waren.
Außerdem können die unterschiedlichen Methoden zur Erkennung von Mischlingen (DNA, Schädelmerkmale und Fellfarbe) zu unterschiedlichen Ergebnissen führen, die nicht übereinstimmen müssen. Bei den erwähnten Analysen von 56 wilden Hunden in Südost Queensland gab es nur bei 17,9 % Übereinstimmung über DNA, Schädelmerkmalen und Fellfarbe beim Bestimmen der „Reinheit“ der Hunde. Die Übereinstimmung zwischen DNA und Schädelmerkmalen war dabei am geringsten. Dabei wurden (basierend auf DNA und Schädelmerkmalen) eine bisher unbekannte Form der „reinen“ Dingos identifiziert: ein Hund mit weißen Fell und orangen Flecken. Diese Variante wurde als eine einzelne Mutation oder das Produkt der Vermischung mit einer isolierten Population von Dingos angesehen. Bei einer früheren Untersuchung in Queensland stieß man auf ähnliche Unstimmigkeiten zwischen genetischen Analysen und äußerlicher Erscheinung.
Entgegen immer wieder auftauchenden Behauptungen von radikalen Unterschieden im Verhalten und Biologie wurden ein einziger jährlicher Östruszyklus, jahreszeitlich angepasste Östruszyklen, monogames Verhalten, Welpenpflege durch die Männchen, Regulation der Fortpflanzung durch ökologische und soziale Faktoren, und Heulverhalten auch unter anderen Haushunden unterschiedlichster Herkunft beobachtet. Heulen gilt sogar für alle wilden Hunde Australiens als die Norm. Mischlinge wie auch andere Haushunde wurden in festen Rudelstrukturen nachgewiesen und freilaufende Haushunde in Südostaustralien wurden dabei beobachtet, wie sie in Gruppen jagten oder nach Futter suchten. Freilaufende Hunde in Victoria wurden in der Regel zu zweit (54 %) oder allein gesichtet (34 %), mit Rudeln von drei bis sieben Hunden in 12 % der Sichtungen. Zudem gibt es auch Dingos mit überdurchschnittlicher Größe und Körpergewicht und Fälle, in denen Dingomischlinge erfolgreich als Arbeits- und Begleithunde eingesetzt wurden. Der Australian Cattle Dog hat ebenfalls nachweislich Dingovorfahren. Eine grundsätzlich höhere Aggressivität von Mischlingen konnte von Hundehaltern, die mit Mischlingen arbeiteten bzw. sie erforschten, nicht bestätigt werden, zudem brachten bisherige Beobachtungen und Begegnungen von Mischlingen in der Wildnis keine Beweise zu Tage, dass sie grundsätzlich aggressiver wären als „reine“ Dingos.

## Bedeutung und Auswirkungen der Vermischung
Die Vermischung mit anderen Haushunden gilt als größte Bedrohung für den Erhalt der „reinen“ Dingos. Genetische Untersuchungen, Beobachtungen und Schädelvermessungen über mehrere Jahre hinweg deuteten stark darauf hin, dass „reine“ Dingos mittlerweile die Ausnahme sind und manche Autoren vermuten, dass es in etwa 50 Jahren keine „reinen“ Dingos in der Wildnis des Kontinents mehr geben wird und es auch nicht mehr möglich ist, diese dort zu erhalten. Der Dingoforscher Laurie Corbett geht davon aus, dass es bei gleich bleibender Vermischungsrate in 20 Jahren in Victoria keine „reinen“ Dingos mehr geben wird. Der Vorsitzende der Dingo Conservation Association Barry Oakman war in einem Interview im Jahr 2003 der Meinung, dass ohne entsprechende Maßnahmen, der „reine“ Dingo in 30 Jahren, in New South Wales vermutlich schon in weniger als 10 Jahren, in der Wildnis verschwunden sein wird. Laut anderen Angaben sind „reine“ Dingos entweder kurz vor dem Verschwinden, oder sie werden es innerhalb der nächsten 20 Jahre sein. Es wird angenommen, dass, wenn der Prozess sich fortsetzt, die steigende Anzahl von Genen anderer Haushunde zum Verschwinden der Dingos als eigene Unterart auf dem australischen Kontinent bis 2100 führen wird und die Hundepopulation dann aus Dingomischlingen und anderen verwilderten Haushunden besteht.

### Ansichten zum Phänomen
Die Angst vor einer Vermischung von Dingos mit anderen Haushunden ist kein Phänomen der letzten Jahre und führte bereits im Jahr 1929 dazu, dass das Commonwealth of Nations den Import von Deutschen Schäferhunden nach Australien verbot. Dabei befürchtete man, dass die Schäferhunde (teilweise wegen des alten Namens „Elsässer Wolfshund“) eine Gefahr für Schafe seien, sich den Dingos zu sehr nähern würden und es so zur Vermischung kommen könnte. Dieses Gesetz wurde erst 1972 gelockert und 1974 aufgehoben.
Für manche Menschen stellt die Vermischung ein Problem dar, für andere jedoch nicht. Im wissenschaftlichen Bereich gibt es zwei Hauptmeinungen bezüglich des Prozesses der Vermischung:
- man soll versuchen, den „reinen“ Dingo zu erhalten
- man soll versuchen, Populationen wilder Hunde zu erhalten, egal ob es sich um Mischlinge handelt oder nicht.

Die erste ist vermutlich die am weitesten verbreitete Position. Es geht darum, den „reinen“ Dingo durch starke Kontrolle der wilden Hundebestände zu erhalten und nur „reine“ bzw. weitestgehend „reine“ Dingos zu schützen.
Die zweite Position ist noch relativ neu und wurde offiziell zuerst von Laurie Corbett und Mike J. Daniels vorgebracht. Sie vertraten die Meinung, dass man akzeptieren muss, dass der Dingo sich verändert hat, und dass es nicht möglich ist, den „reinen“ Dingo zurückzubringen (Corbett äußerte schon früher die Ansicht, dass die ökologische Rolle des Dingos wichtiger ist als dessen genetischer Status). Zudem wurden historische Definitionen und die darauf basierenden Schutzmaßnahmen durch die durch Menschen verursachte Veränderung der Umwelt als „veraltet“ angesehen. Vermischung bedeutete demnach nur, dass der Dingo heute in einer anderen Form existiert als seine Vorfahren – einige Forscher benutzen heute den Begriff „sich entwickelnder Dingo“ (engl. evolving dingo). Schutz für diese Hunde sollte darauf basieren, wie und wo sie leben, sowie auf ihrer kulturellen und ökologischen Bedeutung, anstatt sich auf präzise Definitionen oder Bedenken über „genetische Reinheit“ zu konzentrieren. Diesem Ansatz wurde zwar grundsätzlich zugestimmt, aber auch darauf hingewiesen, dass es sehr schwierig zu beweisen sei, ob und wie ein Lebewesen seine Umwelt beeinflusst. Essentiell ist die genetische Integrität der Dingos aufgrund der Vermischung schon verloren, allerdings ist die Bedeutung dieses Phänomens, da die Gene von einer domestizierten Form der gleichen Art stammen, laut Corbett und Daniels diskussionswürdig.
Diese Sichtweise wird aber von denjenigen, die den „reinen“ Dingo erhalten wollen, abgelehnt oder zumindest kontrovers diskutiert. Hier argumentiert zum Beispiel der Molekularbiologe Alan Wilton von der University of New South Wales, dass eine Maximierung der „genetischen Reinheit“ ein essentieller Aspekt des Dingoschutzes ist. Mischlinge würden den Druck auf heimische Arten erhöhen, da sie mehr Würfe pro Jahr und damit mehr Jungen zu versorgen hätten und einige von ihnen größer wären als der durchschnittliche Dingo. Ebenso argumentierte er, dass es beispielsweise nicht genüge, einen wilden Hund mit etwas Nicht-Dingo-Anteil als „reinen“ Dingo anzusehen, wenn er sich mehr oder weniger wie dieser verhalte. Wilton ist der Meinung, dass der Maßstab höher gesetzt werden müsse und dass man sich nicht mit einem Ersatz zufriedengeben sollte, wenn reine Dingos vorhanden sind. Corbett und Daniels stimmen zu, dass es praktisch und wünschenswert ist, den Einfluss anderer Haushundgene zu vermindern. Es könnte erstens dadurch möglich sein, Gebiete zu finden, in denen der Prozess langsamer verläuft und ihn so später begrenzen; zweitens würden die Populationen sich dadurch ihrer natürlichen Umgebung entsprechend weiterentwickeln. Zudem hätten Mischlinge und andere verwilderte Haushunde vermutlich nicht den gleichen touristischen Effekt, da sie den jetzigen Erwartungen an wilde Dingos nicht entsprechen würden.
Um diesen Prozess zu benennen, wird neben Begriffen wie Vermischung durchaus auch von einer Verwässerung der Dingos oder einer Schwächung der genetischen Linie der Dingos. gesprochen. Auch im wissenschaftlichen Bereich wurde der Prozess der Vermischung im Jahr 2008 als eine Art genetische Verunreinigung (engl. genetic pollution) bezeichnet. Kritiker, die diesen Begriff im Allgemeinen ablehnen, argumentieren, dass er zu wertgeladen und unwissenschaftlich sei. Demnach würde dieses Wort andeuten, dass Mischlinge schlechtere Überlebenschancen hätten (was nicht so sein muss) oder ein genetisch „reiner“ Genpool einen Wert an sich habe.
Anstatt als Ergebnis von Aktionen und Interaktionen von Dingos und anderen Haushunden wird diese Vermischung als Phänomen dargestellt, welches plötzlich und unvermeidlich ein passives und abstraktes Subjekt (den „reinen“ Genpool der Dingos) überwältigt. Dieser Prozess hat signifikante Auswirkungen für die Darstellung des Dingos, und sein Status als heimisches Tier, das des Schutzes würdig ist, wird an seinen genetischen Status geknüpft. Dingos werden durch ihren Kontakt mit anderen Haushunden als "kontaminiert" angesehen. Ebenso wie Dingos auf Farmland als deplatziert angesehen werden, so gehören anderen Haushunde nicht in die Wildnis und eine Vermischung der beiden gilt als unangebracht. Dingomischlinge werden fast immer anderen wilden Haushunden zugeordnet und kein Wert als Dingos zugestanden. In diesem Zusammenhang gelten Dingos als Teil der Natur und andere Haushunde als Teil der Kultur. Mischlinge befinden sich in einem Raum, wo sich Kultur und Natur überschneiden, und gelten zusammen mit anderen Nicht-Dingos nicht als rechtmäßiger Teil der Natur. Daher kann das Verlangen, die "Reinheit" der Dingos zu bewahren, dahingehend betrachtet werden, dass es sich um einen Teil des Diskurses zur Sicherung der künstlichen Grenzen von dem, was als natürlich angesehen wird, handelt. Vernunftmäßig erklärt wird dieser Standpunkt damit, dass es sich um einen Teil des Einsatzes zur Erhaltung der biologischen Vielfalt handelt. Da Dingos von anderen Haushunden unterschieden werden können, wird die Linie zwischen ihnen als Bildung von biologischer Vielfalt angesehen und daher als schützenswert.
Mischlinge werden als Gefahr für Nutzvieh und Wildtiere angesehen und der Dingo anscheinend in einer romantischen Interpretation gesehen, welche die unerwünschten Eigenschaften nur dem Mischling zuschreibt und vielleicht versucht, den Dingo als gutartig und unschädlich und damit als akzeptierbarer Teil der Natur darzustellen. Einige argumentieren, dass die Grenze zwischen Dingos und deren Mischlingen außerhalb der Wissenschaft bedeutungslos sei, da sie von Kriterien bestimmt werde, welche für den Dingo ohne Konsequenzen seien und Mischlinge die gleiche ökologische Funktion ausführen können wie der Dingo. Es scheint eher so, dass Umweltschützer versuchen, ihre eigenen Kategorien und Ansichten zu bewahren.
Zwar führt die Ansicht, dass der Dingo von Vermischung „bedroht“ ist, in einigen Fällen zu seinem gesetzlichen Schutz, allerdings ist dieser Schutz dünn, da solche Schutzbestimmungen nicht in Siedlungsgebieten und Gebieten der Land- und Viehwirtschaft gelten. Tatsächlich benutzen Farmer die Vermischung des Dingos als weitere Rechtfertigung, um mit dem Töten von Dingos fortzufahren, dabei betonend, dass nicht viele "reine" Dingos in der Wildnis übrig sind, wobei diese Aussagen offensichtlich von politischen und ökonomischen Erwägungen motiviert sind.
Eine Kontrolle dieses Prozesses wird aufgrund des Vorsichtsprinzips gefordert, und effektive Kontrollmaßnahmen gelten als notwendig. Dies steht aber vor nicht unerheblichen Problemen. Die „reinen“ Dingos von anderen Hunden zu trennen ist, wenn überhaupt möglich, schwer. Die Kosten wären enorm, und es gibt, selbst wenn man alle Mischlinge töten wollte, derzeit kein Verfahren, um Dingos schon beim Auffinden zu testen. Zudem unterscheiden Kontrollmethoden in der Regel nicht zwischen Dingos und anderen Haushunden. Laut dem Biologen David Jenkins von der Australian National University kann nur wenig getan werden, um den Prozess der Vermischung umzukehren. Selbst wenn man losziehen und jeden wilden Hund, der nicht wie ein Dingo aussieht, töten würde, würde das nichts bringen. Würde man zudem bei der Tötung von wilden Hunden selektiv nach Mischlingen suchen, würde das die Rudelstrukturen stören und damit die Fortpflanzungsrate der Hunde beeinflussen. Würde man beispielsweise den Alphahund töten, würde das die Fortpflanzungsrate der übrigen Hunde nur erhöhen.

### Mögliche Veränderungen in Verhalten und Biologie
Der genaue Einfluss von Hunden aus dem Hausstand des Menschen auf die soziale Struktur frei lebender Hunde in Australien ist nicht dokumentiert. Es gilt aber als wahrscheinlich, dass die gleichen Faktoren, die die soziale Organisation von Dingos in verschiedenen Gebieten beeinflussen, auch das soziale Verhalten von anderen verwilderten Haushunden und Dingomischlingen beeinflusst.
In einem Bericht zu einer Studie aus dem Jahr 2002, gefördert vom Natural Heritage Trust, wurde ausgesagt, dass die Vermischung letztendlich zu einem Zusammenbruch der komplexen Sozialstruktur und damit erhöhter Fortpflanzung führt. Außerdem könnte sie zu vermehrten Angriffen auf Nutztiere führen aufgrund unzureichender Jagdfähigkeiten der Mischlinge und damit möglicherweise zu einer Zunahme anderer Beutetiere wie Roter Riesenkängurus und Kaninchen.
Laut einem Bericht aus dem Jahr 2003 über die Bekämpfung von wilden Hunden in den Siedlungsbereichen des Südostens von Queensland sind Dingomischlinge sehr anpassungsfähig und leben in entlegenen Gegenden bis zu den Vororten der Großstädte. Sie sind nachts, im frühen Morgen und spätem Abend am aktivsten und etablieren Reviere und Streifgebiete, welche vom Rudel verteidigt und dessen Grenzen mit Urin und Kot an bestimmten Stellen markiert werden. Die meisten Rudel bestehen aus einem sich fortpflanzenden Paar, den Junghunden des vorherigen Jahres und dem aktuellen Wurf. Diese Rudel haben eine soziale Hierarchie, und die dominanten Hunde sind für die Erziehung der Junghunde bezüglich Jagd und sozialem Gefüge verantwortlich. Stabile Rudel erhöhen die Anzahl der Mitglieder im Revier nicht, sondern junge Hunde werden zwischen Dezember und Februar aus dem Rudel geworfen und müssen sich ein neues Revier oder ein weniger stabiles Rudel suchen. Reviere im Siedlungsgebiet neigen dazu kleiner zu sein und mehr Hunde pro Revier zu beherbergen. Für gewöhnlich pflanzen sich nur die Leithunde einmal im Jahr fort. Die Leithündin hindert andere Hündinnen dabei aktiv an der Paarung, ebenso wie der Leitrüde alle anderen Rüden davon abhält, sich mit der Leithündin zu paaren. Wenn untergeordnete Hündinnen Junge bekommen, werden diese in der Regel von der Leithündin getötet. Mischlinge optimieren laut dem Bericht ihren Energieverbrauch, anstatt Energie zu verschwenden. Sie sind sowohl Jäger als auch Abstauber, was ihnen ermöglicht, eine Vielzahl von Nahrungsquellen zu nutzen, bis hin zu Kompostabfall, Haushaltsmüll, überfahrene Tiere und Haustiere. Der Bericht nannte diese Merkmale für Dingos und Dingomischlinge.
In einem Managementplan für wilde Hunde in Townsville, Queensland, aus dem Jahr 2007 wurde dagegen ausgesagt, dass nicht anzunehmen ist, dass diese Hunde als Ersatz für Dingos gelten können, da die Populationsdichte größer sei als in der Zeit vor der europäischen Kolonialisierung, aufgrund von besseren Lebensbedingungen. Sie hätten zudem das Potential für schnelleres Populationswachstum aufgrund der Möglichkeit einer Fortpflanzung mehr als einmal im Jahr. Weiterhin könnten sie größer sein und damit ein breiteres Spektrum an Beute haben und widerstandsfähiger gegenüber Umwelteinflüssen, aufgrund größerer Effizienz des Stoffwechsels und der Ansammlung größerer Fettreserven.
Die Biologie und Ökologie von Dingomischlingen ist nur unzureichend erforscht, da sich die meisten Studien lediglich auf die Kontrolle dieser Hunde beschränken. Einige Veränderungen innerhalb der wilden Hundepopulationen konnten allerdings nachgewiesen werden.

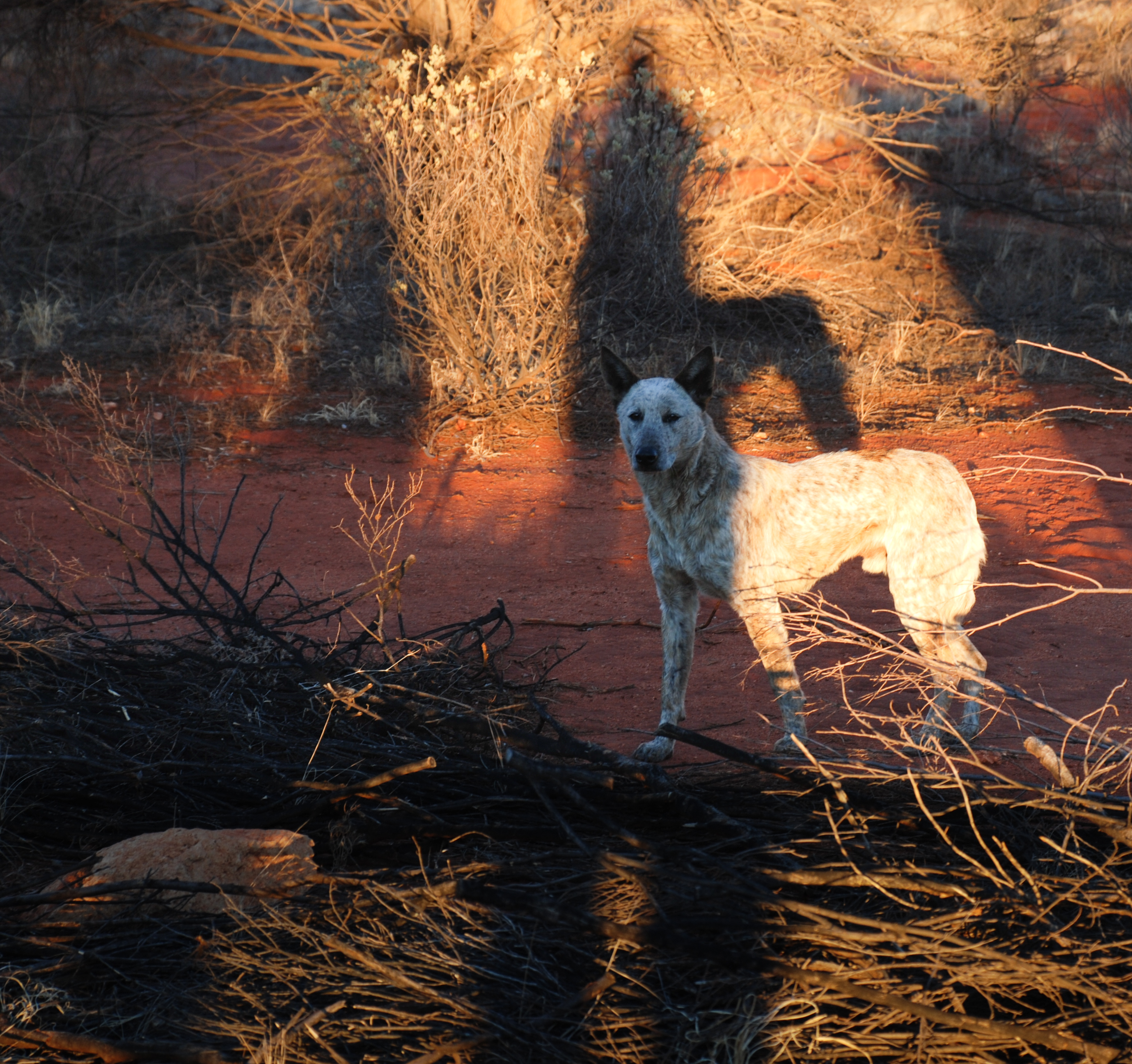
Ein Hund am Uluru mit deutlich sichtbarer Abstammung von anderen Hunde-Erblinien

Nachweislich gibt es heute innerhalb der Population von wilden Hunden eine weit größere Variabilität von Fellfarben, Schädelformen und Körpergröße als in der Zeit vor der Ankunft der Europäer. Innerhalb Queenslands variieren zum Beispiel die verschiedenen Hundepopulationen je nach Grad der Vermischung merklich, während in Victoria eine größere Vielfalt an Charakteristika zu Problemen in der Klassifikation geführt hat und der Begriff „wilder Hund“ nun oft benutzt wird, um die gegenwärtige Hundepopulation zu benennen. Hinweise aus südöstlichen Populationen von australischen wilden Hunden deuteten darauf hin, dass der reguläre Geburtenrhythmus von Dingos unterbrochen wird, wenn eine hohe Zahl von anderen Haushunden und Dingomischlingen existiert.
Laut einer fünfjährigen Untersuchung an 2000 wilden Hunden aus allen Staaten Australiens durch Ricky Spencer von der University of Western Sydney bestehen einige Populationen zu 80 % aus Mischlingen und diese Anreicherung an Genen hätte einen Katalysator für die Selektion und Mikro-Evolution von größeren wilden Hunden bereitgestellt. Im Verlauf der letzten 40 Jahre fand eine Erhöhung der durchschnittlichen Körpermasse um 20 % statt, wobei heute 40 % der wilden Hunde im Südosten des Kontinents mehr als 17 kg wiegen. Diese Größe hat zu einer erhöhten Effizienz beim Jagen der Hauptbeute der wilden Hunde geführt und Modelle deuten darauf hin, dass ein Rudel wilder Hunde heute fast ein Viertel mehr Energie aufnimmt, als ein durchschnittliches Rudel vor 1980. Zudem wurde den Hunden durch beispielsweise die erhöhte Verfügbarkeit von Kängurus und Nutzvieh auch die notwendige Umwelt bereitgestellt, um diese Größen zu erreichen.
Zum Thema möglicher Verhaltensveränderungen gab Ricky Spencer an, dass es nicht vorhersehbar sei, wie die Vermischung das Verhalten der Dingos verändern würde; er nimmt aber an, dass es potentiell Probleme geben könnte, da nur Dingos nicht an Menschen gewöhnt seien. Dass Mischlinge größer, aggressiver und eine Gefahr für die Öffentlichkeit seien, konnte von David Jenkins weder aufgrund von Daten noch persönlicher Erfahrung bestätigt werden. Laut ihm gibt es Berichte von ein bis zwei besonders großen gefangenen Hunden pro Jahr, aber die meisten Mischlinge seien nah an den Maßen, die für Dingos als normal gelten. Ebenso stand Jenkins sowohl wilden Dingos als auch Mischlingen gegenüber und berichtete, dass „in ihren Gehirnen etwas vorgeht“, aber auch dass die Hunde eher zur Neugier als zur Aggression neigten. Auch von den wilden Hunden der Australischen Alpen wird von offizieller Seite berichtet, dass sie nur selten mit Menschen in Kontakt treten und auch, wenn sie Menschen verfolgen, einen Sicherheitsabstand einhalten.
Bei Untersuchungen an Hunden im Südosten Australiens (welche laut Untersuchungen zum größten Teil Mischlinge waren) waren die Territorien vom Nahrungsangebot abhängig, Streifgebiete waren größer als angenommen und stabil und die Hunde standorttreu.
Die meisten Angriffe wilder Hunde auf Nutzvieh sollen auf das Konto von Mischlingen und nicht „reiner“ Dingos gehen, allerdings ist der Einfluss wilder Hunde auf die Rinderwirtschaft sehr variabel, generell niedrig (0–10 % Verluste pro Jahr) und der Großteil der weit anfälligeren Schafindustrie befindet sich südlich des Hundezaunes, wo der Großteil des Gebietes keine dauerhaften Hundepopulationen hat und viele der noch existierenden Populationen einen hohen Mischlingsanteil aufweisen.

### Ökologische Auswirkungen

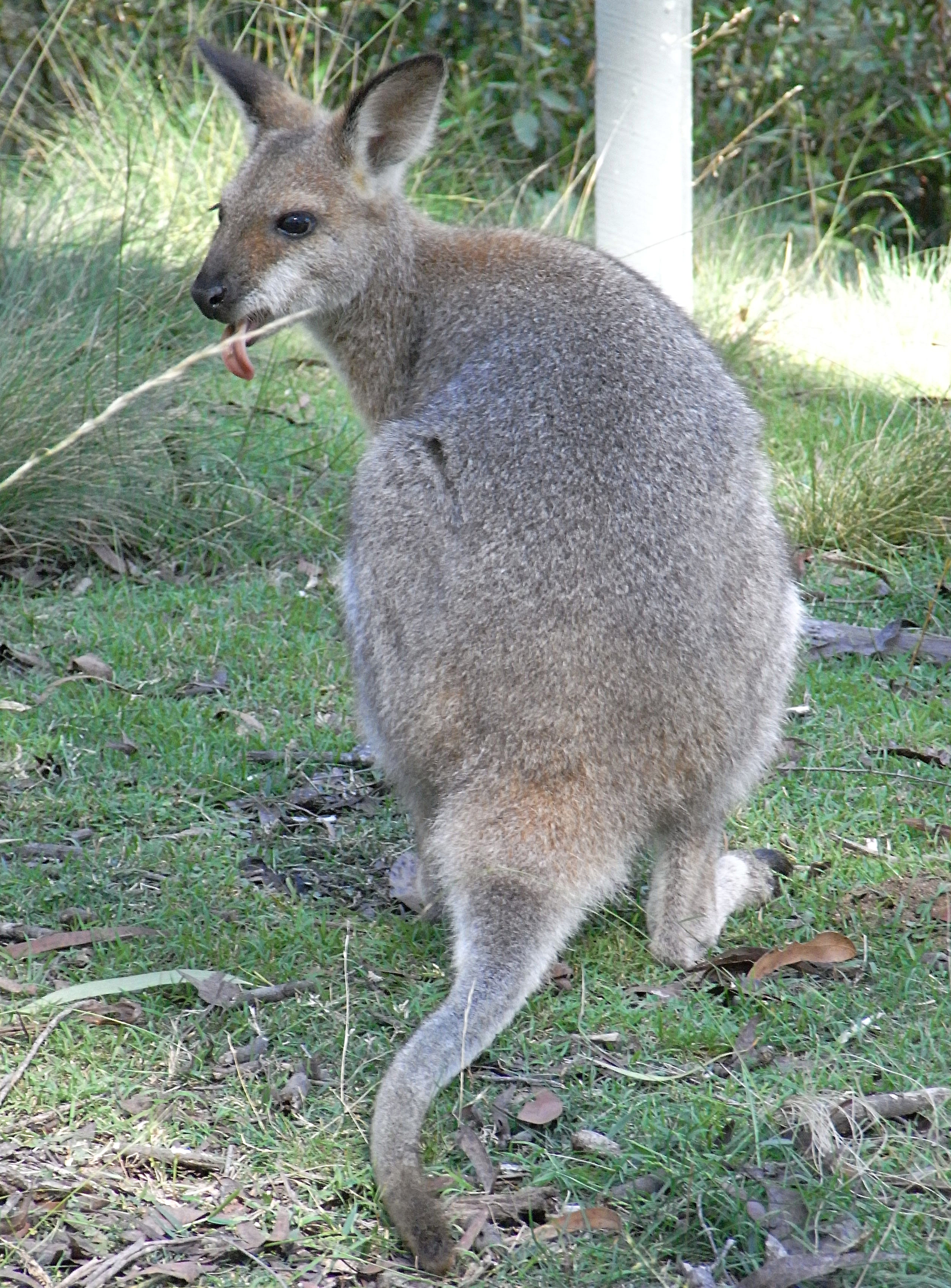
Rotnackenwallaby, eines der Beutetiere von Dingos und Dingomischlingen

Es ist bisher unbekannt, ob im Falle des Verschwindens „reiner“ Dingos die dann existierenden Mischlinge den Jagddruck auf andere Lebewesen verändern werden. Ebenso ist es nicht klar, welche Stelle solche Mischlinge in australischen Ökosystemen einnehmen werden, und Forschungsergebnisse zu diesem Thema sind rar. Es gilt aber als wahrscheinlich, dass die Dynamik der jeweiligen Ökosysteme dadurch nicht gestört wird. Ein Beispiel sind Buschratten, bei denen es ebenfalls als unwahrscheinlich angesehen wird, dass es zu Problemen kommen könnte, da diese Nagetiere bereits über Jahrtausende dem Einfluss der Dingos ausgesetzt waren.
Bei Untersuchungen zur Wirksamkeit von Ködern mit Natriumfluoracetat (ein für Caniden tödliches Gift) im Kosciuszko National Park Mitte der 1980er Jahre wurde für die dortigen Hunde (die nicht als Dingos eingestuft wurden) Streifgebiete mit ähnlicher Größe festgestellt wie für Dingos in Südostaustralien. Ebenso zeigten auch diese Hunde eine Vorliebe für lebende Beute, was die Effizienz von Giftködern minderte. Bei Studien an Dingomischlingen in den Blue Mountains von März 2005 bis April 2006 bestand die Hauptbeute der dortigen Hunde aus Sumpfwallabys, Rotnackenwallabys, Östlichen Grauen Riesenkängurus, Nacktnasenwombats, Fuchskusu und Europäischen Wildkaninchen. Die Ergebnisse deuten auf eine große Mischlingspopulation hin, die einen beträchtlichen Druck auf die Sumpfwallabys ausübte und Ausbrüche der Kaninchenpopulationen kontrollierten. Von offizieller Seite gelten alle wilden Hunde der Australischen Alpen als Hauptbeutegreifer, egal welcher Herkunft. Laut David Jenkins wurden bei Studien an wilden Hunden im Kosciuszko-Nationalpark nachgewiesen, dass diese Hunde einen Anteil von 75–80 % an Dingogenen haben und die Stellung eines Hauptbeutegreifers einnehmen. Ebenso wie „reine“ Dingos jagen diese Mischlinge sowohl allein als auch koordiniert in Rudeln. Die gleiche Stellung im Ökosystem wird auch von offizieller Seite über die Mischlinge des Namadgi-Nationalparks berichtet, welche die Rolle des Hauptbeutegreifers einnehmen und so die Känguruzahlen niedrig halten.